# Pilota basca als Jocs Olímpics d'estiu de 1924
Als Jocs Olímpics d'Estiu de 1924 realitzats a la ciutat de París (França) es disputaren 3 proves de pilota basca, totes elles en categoria masculina. Aquesta fou la segona participació d'aquest esport en uns Jocs Olímpics, en aquesta ocasió però com a esport de demostració.
Únicament es van inscriure dues nacions, Espanya i França, i es realitzaren proves en les modalitats de a mà, cesta-punta i pala.

## Resum de medalles

### Categoria masculina
| Prova       | Or                                     | Argent                            | Bronze        |
| Mà          | EspanyaIceta · Ledesma · Gastesi       | França                            | no es concedí |
| Cesta-punta | EspanyaSagrana · Garate · Santamaría   | FrançaCamino · Harizpe · Magescas | no es concedí |
| Paleta      | EspanyaJavier Gorrochategui · Cantolla | FrançaGermans Etcheberry          | no es concedí |

## Medaller
| Posició | País    | Or | Argent | Bronze | Total |
| 1       | Espanya | 3  | 0      | 0      | 3     |
| 2       | França  | 0  | 3      | 0      | 3     |
| Total   | Total   | 3  | 3      | 0      | 6     |